# Władysław Baranowski
Pour les articles homonymes, voir Baranowski.
Władysław Baranowski, né le 7 juin 1885 à Lemberg, et mort le 24 octobre 1939 dans le 6e arrondissement de Paris, est un journaliste, homme politique polonais.

## Biographie
Baranowski étudie la philosophie à Lemberg (Léopol), puis travaille dans le journalisme en France, en Italie, et en Suisse.
Il est chez mort chez lui, Rue des Beaux-Arts à Paris, à l'age de 54 ans.